# Rio Piracanjuba (vattendrag i Brasilien, Goiás, lat -17,31, long -48,20)
Rio Piracanjuba är ett vattendrag i Brasilien.   Det ligger i delstaten Goiás, i den sydöstra delen av landet, 170 km söder om huvudstaden Brasília.
Omgivningarna runt Rio Piracanjuba är huvudsakligen savann. Runt Rio Piracanjuba är det mycket glesbefolkat, med 5 invånare per kvadratkilometer.